# Chlidichthys
Chlidichthys – rodzaj ryb z rodziny diademkowatych (Pseudochromidae).

## Klasyfikacja
Gatunki zaliczane do tego rodzaju:
- Chlidichthys abruptus
- Chlidichthys auratus
- Chlidichthys bibulus
- Chlidichthys cacatuoides
- Chlidichthys chagosensis
- Chlidichthys clibanarius
- Chlidichthys foudioides
- Chlidichthys inornatus
- Chlidichthys johnvoelckeri
- Chlidichthys pembae
- Chlidichthys randalli
- Chlidichthys rubiceps
- Chlidichthys smithae